# Triumph Super 7
La Super 7 è un'autovettura prodotta dalla Triumph dal 1927 al 1934. Dal 1933 il modello venne rinominato Super 8. La Super 7 è stata la risposta della Triumph al successo della Austin 7, ed è stata la prima vettura della casa automobilistica britannica citata ad essere stata prodotta su larga scala.

## Il progetto
Lo sviluppo del modello iniziò nel 1925 quando ad Arthur Sykes, che precedentemente aveva lavorato per la Lea-Francis, venne dato l'incarico di disegnare per la Triumph una nuova piccola vettura. Per questo scopo, fu ingaggiato Stanley Edge, che in precedenza aveva disegnato l'Austin 7. Il nuovo modello, a cui fu dato il nome "Super 7", fu lanciato nel settembre del 1927. Esso possedeva una lunghezza superiore di 150 mm, ed una larghezza maggiore di 50 mm, del modello Austin.

## Caratteristiche tecniche
La Super 7 montava un motore a quattro cilindri in linea a valvole laterali da 832 cm³ di cilindrata progettato da Harry Ricardo, che aveva l'alesaggio e la corsa di, rispettivamente, 56,5 mm e 83 mm. Questo propulsore possedeva tre supporti di banco, contro i due del modello Austin. Come i modelli precedenti Triumph, anche la Super 7 aveva in dotazione dei freni idraulici Lockheed. Rispetto a quelli delle vetture precedenti, avevano però dei tamburi più grandi ed erano meno problematici quando erano bagnati dall'acqua. Il freno di stazionamento agiva direttamente sulla trasmissione. Le sospensioni, sia anteriori che posteriori, erano ad assale rigido ed a balestra. Il cambio era manuale a tre rapporti non sincronizzati. L'impianto elettrico era a 6 V.

## Le carrozzerie
La Triumph Super 7 fu offerta con vari corpi vettura. Le carrozzerie disponibili furono roadster due porte, torpedo due porte, berlina due porte e landaulet quattro porte. Tutte le carrozzerie erano fabbricate internamente alla Triumph, anche se c'era la possibilità che la casa automobilistica britannica fornisse delle vetture a telaio nudo che il cliente avrebbe fatto completare da un carrozziere esterno.

## Storia

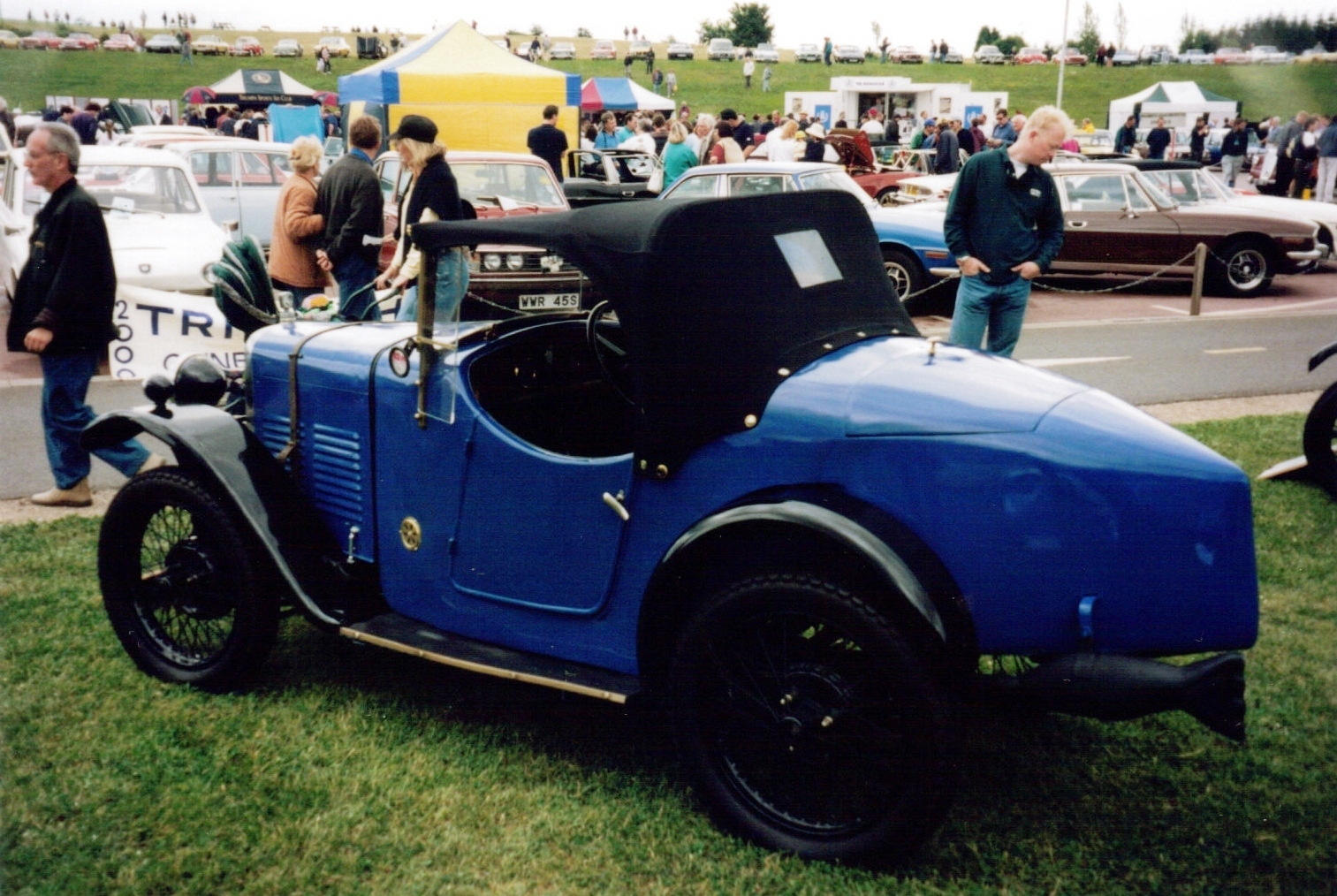
Una Triumph Super 7 Sport

Nel 1929 venne introdotta una nuova versione, denominata "Super Sport", che era dotata di una linea peculiare. Inoltre, venne anche preparata una versione speciale avente installato un motore sovralimentato da 747 cm³ di cilindrata. Quest'ultimo modello era però piuttosto costoso, dato che era sul mercato a 250 sterline, e quindi ne vennero venduti pochi esemplari.
Sempre nel 1929 Donald Healey partecipò con una Super 7 al rally di Monte Carlo, ma non finì la corsa a causa di un guasto della vettura. Healey ci riprovò l'anno successivo, e questa volta terminò la corsa giungendo settimo nella classifica generale. Con questo risultato, la Super 7 fu la prima vettura britannica a terminare il rally di Monte Carlo.
Nel 1930 le ruote a raggi sostituirono le ruote "da artiglieria". Questo tipo di ruote erano denominate così perché venivano costruite secondo una tecnica utilizzata per fabbricare le ruote di alcuni mezzi militari dell'epoca.

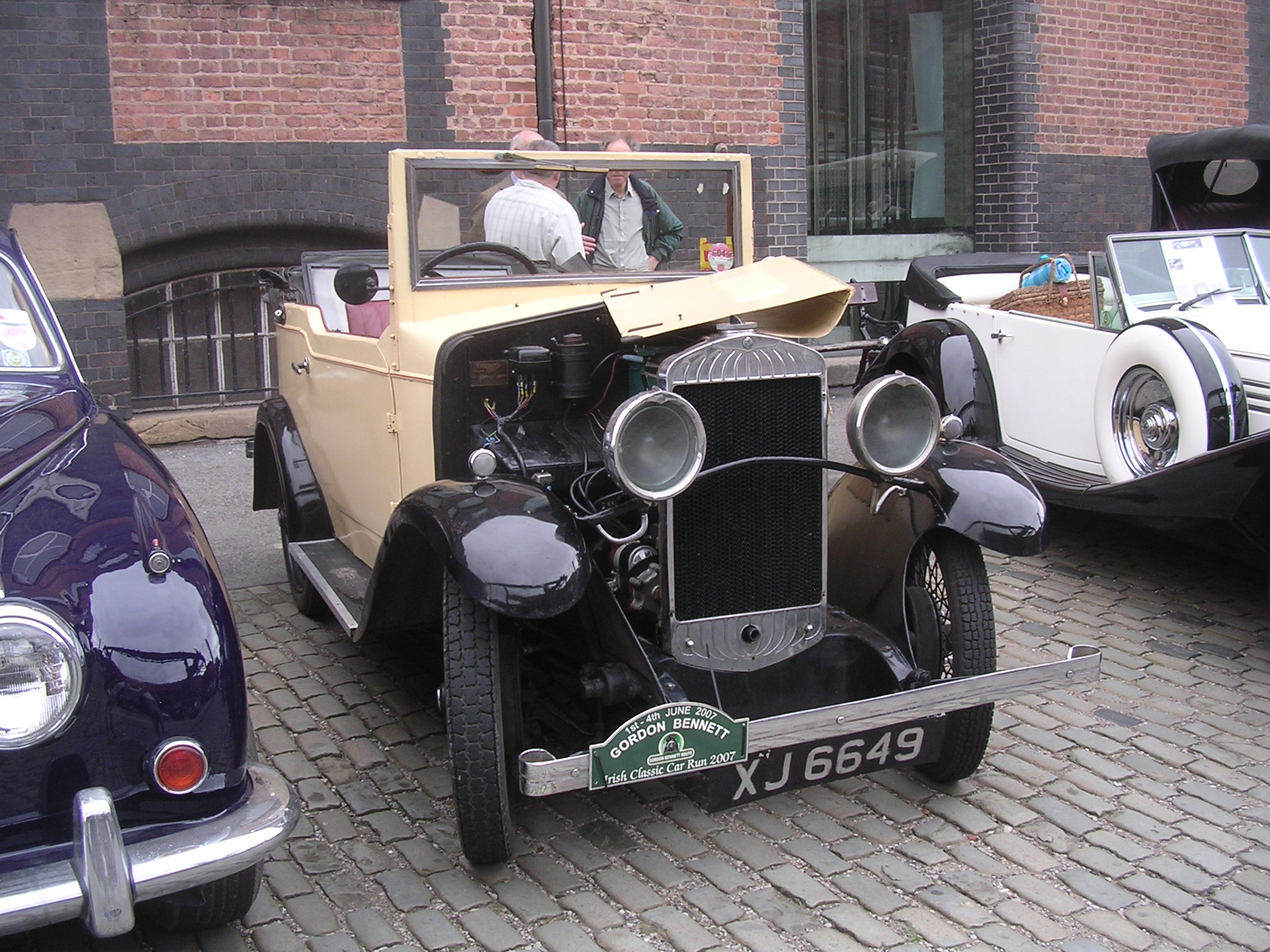
Una Triumph Super 8

A causa della grande depressione iniziata nel 1929, l'economia peggiorò e la Triumph razionalizzò la gamma della Super 7. Nel 1932 denominò "Mark I" le versioni torpedo, e "Mark II" le berline. Alla gamma venne aggiunta una versione berlina senza montanti. Alcuni modelli ebbero in dotazione un cambio a quattro rapporti.

## La Super 8 e la fine della produzione
Il nome della Super 7 fu cambiato nel 1933 in "Super 8" dato che, in definitiva, il modello era da sempre incluso nella categoria di vetture da 8 cavalli fiscali. Nell'occasione, tutte le vetture ebbero in dotazione il telaio della Mark II.
Questo fu l'ultimo anno di commercializzazione del modello. Già nel 1931 la Triumph aveva lanciato sul mercato la Super 9 che fu, a tutti gli effetti, la sostituta della Super 8.